# Niels Matthias Petersen
Pour les articles homonymes, voir Petersen.
Niels Matthias Petersen (24 ou 25 octobre 1791 – 11 mai 1862), fut un philologue et historien danois. 
Il fut nommé, un peu contre son gré, Professeur de Langues Nordiques au sein de l'Université de Copenhague en 1845; il conservera ce poste jusqu'à sa mort. Il était depuis l'enfance un ami proche du linguiste danois Rasmus Rask. 
Il abordera plusieurs domaines dans sa carrière de scientifique. 

## Linguistique
Son premier grand ouvrage Det danske, norske og svenske Sprogs Historie under deres Udvikling af Stamsproget (L'histoire du danois, du norvégien et du suédois et leur évolution depuis la langue commune) fut publié en 1829. Dans ce livre, s'appuyant sur les travaux de Marcus Schnabel et de Laurent Hallager, il montre que nombre de mots des dialectes norvégiens sont proches de l'islandais et du vieux norvégien.
Il a pris une part importante dans un débat orthographique où il défendit l'idée du développement d'une langue nordique commune à l'écrit. 
Il publie un article Om det færøske Sprog (Sur la langue féroïenne), article important à la fois pour la reconstruction d'un langue écrite norvégienne mais aussi pour la construction d'une langue écrite féroïenne. Cet article comptera pour Ivar Aasen dans son travail de création du néo-norvégien.

## Histoire
Son sujet de prédilection reste pourtant l'histoire, et il contribua dans ce domaine par le biais de plusieurs ouvrages significatifs. Il fut aussi l'instigateur des recherches dans le domaine de la toponymie.
Il travailla aussi, en tant que Professeur d'Université, sur l'histoire littéraire. L'œuvre en cinq volumes qui en résulta fut d'abord considérée audacieuse, puis acceptée comme une référence dans ce domaine.